# Bărkaci, Plevna
Bărkaci (în bulgară Бъркач) este un sat în comuna Dolni Dăbnik, regiunea Plevna,  Bulgaria. 

## Demografie
Componența etnică a satului Bărkaci
     Bulgari (53,54%)
     Romi (38,32%)
     Turci (6,43%)
     Nicio identificare (1,31%)
     Altele (0,39%)
La recensământul din 2011, populația satului Bărkaci era de 762 locuitori. Din punct de vedere etnic, majoritatea locuitorilor (53,54%) erau bulgari, existând și minorități de romi (38,32%) și turci (6,43%). Pentru 1,31% din locuitori nu este cunoscută apartenența etnică.